# ناحیه لیک، شهرستان بنزی، میشیگان
ناحیه لیک (به انگلیسی: Lake Township) یک منطقهٔ مسکونی در ایالات متحده آمریکا است که در شهرستان بنزی واقع شده‌است.
 ناحیه لیک ۹۱٫۰ کیلومتر مربع مساحت و ۷۵۹ نفر جمعیت دارد و ۱۸۲ متر بالاتر از سطح دریا واقع شده‌است.